# 反硝化杆菌属
反硝化杆菌属，也称脱氮杆菌属，为伊格尔兹氏菌科的一个属。该属的模式种为（Denitrobacterium detoxificans）。

## 下属物种
本属包括以下物种：
- 脱毒脱氮杆菌 Denitrobacterium detoxificans Anderson et al. 2000[2]